# EE-3 Jararaca
El EE-3 Jararaca es un vehículo blindado de reconocimiento 4x4 desarrollado y fabricado por la compañía brasileña ENGESA, usado por el Ejército Brasileño y también exportado a otros países, especialmente de África y América del Sur. Su nombre proviene de una serpiente venenosa.

## Diseño
Diseñado a finales de los años 70 como reemplazo para la anticuada flota de vehículos de reconocimiento M8 Greyhound que databan de la época en que la Fuerza Expedicionaria Brasileña luchó en Italia durante la Segunda Guerra Mundial, entró en producción en 1980. Inicialmente pensado para reconocimiento y patrulla, se desarrollaron otras variantes, algunas de ellas equipadas con misiles antitanque o antiaéreos.
El compartimiento de manejo está ubicado al frente, el de combate al medio y el del motor detrás. Lleva una tripulación de 3 personas: conductor, comandante y observador/operador de radio. El casco está protegido por un blindaje multicapa consistente en 2 capas de acero soldado. El compartimiento de manejo está equipado con tres periscopios y el acceso se hace mediante una escotilla en el techo. La torreta del comandante está ubicada detrás y a la derecha del conductor, también está dotada con tres periscopios y un cañón automático de 20mm y una ametralladora de 12,7 mm, pudiéndose disparar ambas armas desde dentro de la torreta. El asiento del observador se encuentra a la izquierda del comandante y tiene una escotilla independiente.

## Países operadores
- Chipre
- Ecuador
- Gabón
- Uruguay